# Interlands Pools voetbalelftal 1940-1949
Deze pagina toont een chronologisch en gedetailleerd overzicht van de interlands die het Pools voetbalelftal heeft gespeeld in de periode 1940 – 1949.

## Interlands

### 1940
Geen interlands gespeeld.

### 1941
Geen interlands gespeeld.

### 1942
Geen interlands gespeeld.

### 1943
Geen interlands gespeeld.

### 1944
Geen interlands gespeeld.

### 1945
Geen interlands gespeeld.

### 1946
Geen interlands gespeeld.

### 1947
|                                                                     |                                             |       |                      |                                                                                |
| 11 juni Vriendschappelijk № 84 «onderlinge duels» 19:00 uur (UTC+1) | Noorwegen                                   | 3 – 1 | Polen                | Ullevaalstadion, Oslo Toeschouwers: 33/642 Scheidsrechter: Ludvig Jørkov (DEN) |
| 11 juni Vriendschappelijk № 84 «onderlinge duels» 19:00 uur (UTC+1) | Knut Brynildsen 48', 63' Trygve Arnesen 53' |       | 89' Edward Jabłoński | Ullevaalstadion, Oslo Toeschouwers: 33/642 Scheidsrechter: Ludvig Jørkov (DEN) |

|                                                                     |                    |       |                           |                                                                                             |
| 19 juli Vriendschappelijk № 85 «onderlinge duels» 18:00 uur (UTC+2) | Polen              | 1 – 2 | Roemenië                  | Wojska Polskiegostadion, Warschau Toeschouwers: 30.000 Scheidsrechter: Jaroslav Vlček (TCH) |
| 19 juli Vriendschappelijk № 85 «onderlinge duels» 18:00 uur (UTC+2) | Gerard Cieślik 53' |       | 3', 61' Francisc Spielman | Wojska Polskiegostadion, Warschau Toeschouwers: 30.000 Scheidsrechter: Jaroslav Vlček (TCH) |

|                                                                         |                                                                                               |       |                                               |                                                                                       |
| 31 augustus Vriendschappelijk № 86 «onderlinge duels» 17:30 uur (UTC+2) | Tsjecho-Slowakije                                                                             | 6 – 3 | Polen                                         | Letenský Stadion, Praag Toeschouwers: 44.000 Scheidsrechter: Karel van der Meer (NED) |
| 31 augustus Vriendschappelijk № 86 «onderlinge duels» 17:30 uur (UTC+2) | Josef Bican 35', 48' Ladislao Kubala 55' Josef Ludl 73' Jaroslav Cejp 83' Ladislao Kubala 88' |       | 68' Tadeusz Hogendorf 79', 81' Gerard Cieślik | Letenský Stadion, Praag Toeschouwers: 44.000 Scheidsrechter: Karel van der Meer (NED) |

|                                                                          | |       |                                          |                                                                                   |
| 14 september Vriendschappelijk № 87 «onderlinge duels» 15:00 uur (UTC+1) | Zweden                                                                                                | 5 – 4 | Polen                                    | Råsundastadion, Solna Toeschouwers: 36.000 Scheidsrechter: Valdemar Laursen (DEN) |
| 14 september Vriendschappelijk № 87 «onderlinge duels» 15:00 uur (UTC+1) | Gunnar Nordahl 15', 56' Stig Nyström 18' Börje Tapper 40' Nils Liedholm 65' Mieczysław Gracz 75', 86' |       | 14' Gerard Cieślik 24' Tadeusz Hogendorf | Råsundastadion, Solna Toeschouwers: 36.000 Scheidsrechter: Valdemar Laursen (DEN) |

|                                                                          |                 |       |                                                   |                                                                                            |
| 17 september Vriendschappelijk № 88 «onderlinge duels» 15:30 uur (UTC+2) | Finland         | 1 – 4 | Polen                                             | Olympisch Stadion, Helsink Toeschouwers: 12.315 Scheidsrechter: Thoralv Christiansen (NOR) |
| 17 september Vriendschappelijk № 88 «onderlinge duels» 15:30 uur (UTC+2) | Åke Forsman 16' |       | 18', 47' Gerard Cieślik 59', 79' Henryk Spodzieja | Olympisch Stadion, Helsink Toeschouwers: 12.315 Scheidsrechter: Thoralv Christiansen (NOR) |

|                                                                        |                                                                         |       |                    |                                                                                      |
| 19 oktober Vriendschappelijk № 89 «onderlinge duels» 15:15 uur (UTC+1) | Joegoslavië                                                             | 7 – 1 | Polen              | Stadion CDJA, Belgrado Toeschouwers: 25.000 Scheidsrechter: Constantin Iliescu (ROU) |
| 19 oktober Vriendschappelijk № 89 «onderlinge duels» 15:15 uur (UTC+1) | Stjepan Bobek 4', 35' Jovan Jezerkić 10', 20', 21', 28' Rajko Mitić 11' |       | 78' Gerard Cieślik | Stadion CDJA, Belgrado Toeschouwers: 25.000 Scheidsrechter: Constantin Iliescu (ROU) |

|                                                                        |          |       |       |                                                                                    |
| 26 oktober Vriendschappelijk № 90 «onderlinge duels» 15:15 uur (UTC+2) | Roemenië | 0 – 0 | Polen | Giuleștistadion, Boekarest Toeschouwers: 6.000 Scheidsrechter: Árpád Kamarás (HUN) |
| 26 oktober Vriendschappelijk № 90 «onderlinge duels» 15:15 uur (UTC+2) |          |       |       | Giuleștistadion, Boekarest Toeschouwers: 6.000 Scheidsrechter: Árpád Kamarás (HUN) |

### 1948
|                                                                   |                       |       |                    |                                                                                   |
| 4 april Balkan Cup 1948 № 91 «onderlinge duels» 17:45 uur (UTC+2) | Bulgarije             | 1 – 1 | Polen              | Joenakstadion, Sofia Toeschouwers: 30.000 Scheidsrechter: Miljenko Podubsky (YUG) |
| 4 april Balkan Cup 1948 № 91 «onderlinge duels» 17:45 uur (UTC+2) | Trendafil Stankov 18' |       | 23' Tadeusz Parpan | Joenakstadion, Sofia Toeschouwers: 30.000 Scheidsrechter: Miljenko Podubsky (YUG) |

|                                                                    |                                                             |       |                     |                                                                                               |
| 18 april Balkan Cup 1948 № 92 «onderlinge duels» 16:00 uur (UTC+2) | Polen                                                       | 3 – 1 | Tsjecho-Slowakije   | Wojska Polskiegostadion, Warschau Toeschouwers: 41.000 Scheidsrechter: Nikolay Latyshev (URS) |
| 18 april Balkan Cup 1948 № 92 «onderlinge duels» 16:00 uur (UTC+2) | Gerard Cieślik 7' Mieczysław Gracz 15' Henryk Spodzieja 83' |       | 58' Václav Kokštejn | Wojska Polskiegostadion, Warschau Toeschouwers: 41.000 Scheidsrechter: Nikolay Latyshev (URS) |

|                                                                     |                                                                                                  |       |       |                                                                                             |
| 26 juni Vriendschappelijk № 93 «onderlinge duels» 19:30 uur (UTC+2) | Denemarken                                                                                       | 8 – 0 | Polen | Københavns Idrætspark, Denemarken Toeschouwers: 28.900 Scheidsrechter: Edvin Pedersen (NOR) |
| 26 juni Vriendschappelijk № 93 «onderlinge duels» 19:30 uur (UTC+2) | Karl Aage Hansen 26', 87' Carl Aage Præst 39', 73', 88' John Hansen 44', 45' Johannes Pløger 78' |       |       | Københavns Idrætspark, Denemarken Toeschouwers: 28.900 Scheidsrechter: Edvin Pedersen (NOR) |

|                                                                       |       |                 |             |                                                                                              |
| 25 augustus Balkan Cup 1948 № 94 «onderlinge duels» 17:30 uur (UTC+2) | Polen | 0 – 1           | Joegoslavië | Wojska Polskiegostadion, Warschau Toeschouwers: 38.000 Scheidsrechter: Jozef Nemčovský (TCH) |
| 25 augustus Balkan Cup 1948 № 94 «onderlinge duels» 17:30 uur (UTC+2) |       | 24' Rajko Mitić |             | Wojska Polskiegostadion, Warschau Toeschouwers: 38.000 Scheidsrechter: Jozef Nemčovský (TCH) |

|                                                                        |                                    |       |                                                                                               |                                                                                             |
| 19 september Balkan Cup 1948 № 95 «onderlinge duels» 16:00 uur (UTC+2) | Polen                              | 2 – 6 | Hongarije                                                                                     | Wojska Polskiegostadion, Warschau Toeschouwers: 40.000 Scheidsrechter: Jaroslav Vlček (TCH) |
| 19 september Balkan Cup 1948 № 95 «onderlinge duels» 16:00 uur (UTC+2) | Józef Kohut 37' Gerard Cieślik 68' |       | 20' József Bozsik 25', 81' Nándor Hidegkuti 29' Ferenc Szusza 69' Ferenc Deák 72' Mátyás Tóth | Wojska Polskiegostadion, Warschau Toeschouwers: 40.000 Scheidsrechter: Jaroslav Vlček (TCH) |

|                                                                      |       |       |          |                                                                                |
| 10 oktober Balkan Cup 1948 № 96 «onderlinge duels» 14:00 uur (UTC+1) | Polen | 0 – 0 | Roemenië | Stadion Ruchu, Chorzów Toeschouwers: .000 Scheidsrechter: Jaroslav Vlček (TCH) |
| 10 oktober Balkan Cup 1948 № 96 «onderlinge duels» 14:00 uur (UTC+1) |       |       |          | Stadion Ruchu, Chorzów Toeschouwers: .000 Scheidsrechter: Jaroslav Vlček (TCH) |

|                                                                        |                    |       |         |                                                                                         |
| 17 oktober Vriendschappelijk № 97 «onderlinge duels» 14:00 uur (UTC+1) | Polen              | 1 – 0 | Finland | Wojska Polskiegostadion, Warschau Toeschouwers: 25.000 Scheidsrechter: Béla Barna (HUN) |
| 17 oktober Vriendschappelijk № 97 «onderlinge duels» 14:00 uur (UTC+1) | Gerard Cieślik 64' |       |         | Wojska Polskiegostadion, Warschau Toeschouwers: 25.000 Scheidsrechter: Béla Barna (HUN) |

### 1949
|                                                                 |                            |       |                 |                                                                                         |
| 8 mei Balkan Cup 1948 № 98 «onderlinge duels» 17:15 uur (UTC+2) | Roemenië                   | 2 – 1 | Polen           | Stadionul Republicii, Boekarest Toeschouwers: 35.000 Scheidsrechter: György Dankó (HUN) |
| 8 mei Balkan Cup 1948 № 98 «onderlinge duels» 17:15 uur (UTC+2) | Iosif Petschovschi 5', 31' |       | 66' Józef Mamoń | Stadionul Republicii, Boekarest Toeschouwers: 35.000 Scheidsrechter: György Dankó (HUN) |

|                                                                     |                  |       |                                         | |
| 19 juni Vriendschappelijk № 99 «onderlinge duels» 18:00 uur (UTC+2) | Polen            | 1 – 2 | Denemarken                              | Stadion Wojska Polskiego imienia Marszałka Józefa Piłsudskiego, Warschau Toeschouwers: 40.000 Scheidsrechter: Jozef Nemčovský (TCH) |
| 19 juni Vriendschappelijk № 99 «onderlinge duels» 18:00 uur (UTC+2) | Alfred Kokot 44' |       | 54' Frank Reckendorff 58' Knud Lundberg | Stadion Wojska Polskiego imienia Marszałka Józefa Piłsudskiego, Warschau Toeschouwers: 40.000 Scheidsrechter: Jozef Nemčovský (TCH) |

|                                                                      |                                                                                             |       |                                 |                                                                                        |
| 10 juli Vriendschappelijk № 100 «onderlinge duels» 17:30 uur (UTC+2) | Hongarije                                                                                   | 8 – 2 | Polen                           | Nagyerdei-stadion, Debrecen Toeschouwers: 28.000 Scheidsrechter: Jozef Nemčovský (TCH) |
| 10 juli Vriendschappelijk № 100 «onderlinge duels» 17:30 uur (UTC+2) | Ferenc Deák 14', 45', 51', 62' Béla Egresi 20' Ferenc Puskás 33', 86' Mihály Keszthelyi 48' |       | 73' Józef Kohut 79' Józef Mamoń | Nagyerdei-stadion, Debrecen Toeschouwers: 28.000 Scheidsrechter: Jozef Nemčovský (TCH) |

|                                                                        |                                           |       |                                     |                                                                                            |
| 2 oktober Vriendschappelijk № 101 «onderlinge duels» 14:30 uur (UTC+1) | Polen                                     | 3 – 2 | Bulgarije                           | Wojska Polskiegostadion, Warschau Toeschouwers: 45.000 Scheidsrechter: Árpád Kamarás (HUN) |
| 2 oktober Vriendschappelijk № 101 «onderlinge duels» 14:30 uur (UTC+1) | Gerard Cieślik 25', 34' Henryk Alszer 38' |       | 18' Vasil Spasov 64' Stefan Bozjkov | Wojska Polskiegostadion, Warschau Toeschouwers: 45.000 Scheidsrechter: Árpád Kamarás (HUN) |

|                                                                         |                                      |       |       |                                                                                       |
| 30 oktober Vriendschappelijk № 102 «onderlinge duels» 14:30 uur (UTC+1) | Tsjecho-Slowakije                    | 2 – 0 | Polen | Stadion V.Ž.K.G., Ostrava Toeschouwers: 35.000 Scheidsrechter: Sándor Harangozó (HUN) |
| 30 oktober Vriendschappelijk № 102 «onderlinge duels» 14:30 uur (UTC+1) | Vlastimil Preis 46' Emil Pažický 67' |       |       | Stadion V.Ž.K.G., Ostrava Toeschouwers: 35.000 Scheidsrechter: Sándor Harangozó (HUN) |

|                                                                         |                    |       |                                          |                                                                                              |
| 6 november Vriendschappelijk № 103 «onderlinge duels» 12:00 uur (UTC+1) | Polen              | 2 – 1 | Albanië                                  | Wojska Polskiegostadion, Warschau Toeschouwers: 35.000 Scheidsrechter: Jozef Nemčovský (TCH) |
| 6 november Vriendschappelijk № 103 «onderlinge duels» 12:00 uur (UTC+1) | Gerard Cieślik 16' |       | 55' (pen.) Zihni Gjinali 88' Józef Kohut | Wojska Polskiegostadion, Warschau Toeschouwers: 35.000 Scheidsrechter: Jozef Nemčovský (TCH) |

Albanië · België · Bulgarije · Denemarken · Duitsland · Engeland · Estland · Finland · Frankrijk · Griekenland · Hongarije · Ierland · IJsland · Israël · Italië · Joegoslavië · Kroatië · Letland · Litouwen · Luxemburg · Nederland · Noord-Ierland · Noorwegen · Oostenrijk · Polen · Portugal · Roemenië · Schotland · Slowakije · Spanje · Tsjecho-Slowakije · Turkije · Wales · Zweden · Zwitserland
Poolse voetbalbond · A-internationals · Selecties · Statistieken · Pools vrouwenelftal · Olympisch elftal · Polen U21 · Polen U20 · Polen U19 · Polen U18 · Polen U17 · Polen U16
1921 – 1929 ·
1930 – 1939 ·
1940 – 1949 ·
1950 – 1959 ·
1960 – 1969 ·
1970 – 1979 ·
1980 – 1989 ·
1990 – 1999 ·
2000 – 2009 ·
2010 – 2019 ·
2020 – 2029
EK 2008 · 
EK 2012 · 
EK 2016 · 
EK 2020
WK 1938 ·
WK 1974 ·
WK 1978 ·
WK 1982 ·
WK 1986 ·
WK 2002 ·
WK 2006 ·
WK 2018
OS 1924 ·
OS 1936 ·
OS 1972 ·
OS 1976 ·
OS 1992
1921 · 
1922 · 
1923 · 
1924 · 
1925 · 
1926 · 
1927 · 
1928 · 
1929 · 
1930 · 
1931 · 
1932 · 
1933 · 
1934 · 
1935 · 
1936 · 
1937 · 
1938 · 
1939 · 
1940–1946 · 
1947 · 
1948 · 
1949 · 
1950 · 
1951 · 
1952 · 
1953 · 
1954 · 
1955 · 
1956 · 
1957 · 
1958 · 
1959 · 
1960 · 
1961 · 
1962 · 
1963 · 
1964 · 
1965 · 
1966 · 
1967 · 
1968 · 
1969 · 
1970 · 
1971 · 
1972 · 
1973 · 
1974 · 
1975 · 
1976 · 
1977 · 
1978 · 
1979 · 
1980 · 
1981 · 
1982 · 
1983 · 
1984 · 
1985 · 
1986 · 
1987 · 
1988 · 
1989 · 
1990 · 
1991 · 
1992 · 
1993 · 
1994 · 
1995 · 
1996 · 
1997 · 
1998 · 
1999 · 
2000 · 
2001 · 
2002 · 
2003 · 
2004 · 
2005 · 
2006 · 
2007 · 
2008 · 
2009 · 
2010 · 
2011 · 
2012 · 
2013 · 
2014 ·
2015 ·
2016 ·
2017 ·
2018 ·
2019 ·
2020 ·
2021
Albanië ·
Algerije ·
Andorra ·
Argentinië ·
Armenië ·
Australië ·
Azerbeidzjan ·
België ·
Bolivia ·
Bosnië en Herzegovina ·
Brazilië ·
Bulgarije ·
Canada ·
Chili ·
China ·
Colombia ·
Costa Rica ·
Cyprus ·
DDR ·
Denemarken ·
Duitsland ·
Ecuador ·
Egypte ·
Engeland ·
Estland ·
Faeröer · 
Finland ·
Frankrijk ·
Georgië ·
Gibraltar ·
Griekenland ·
Guatemala ·
Haïti ·
Hongarije ·
Ierland ·
India ·
Irak ·
Iran ·
Israël ·
Italië ·
Ivoorkust ·
IJsland ·
Japan ·
Joegoslavië ·
Kameroen ·
Kazachstan ·
Koeweit ·
Kroatië ·
Letland ·
Libië ·
Liechtenstein ·
Litouwen ·
Luxemburg ·
Marokko ·
Malta ·
Mexico ·
Moldavië ·
Montenegro ·
Nederland ·
Nieuw-Zeeland ·
Nigeria ·
Noord-Ierland ·
Noord-Korea ·
Noord-Macedonië ·
Noorwegen ·
Oekraïne ·
Oostenrijk ·
Peru ·
Portugal ·
Roemenië ·
Rusland ·
San Marino ·
Saoedi-Arabië · 
Schotland ·
Senegal ·
Servië ·
Servië en Montenegro · 
Singapore ·
Slovenië ·
Slowakije ·
Sovjet-Unie ·
Spanje ·
Thailand · 
Tsjechië ·
Tsjecho-Slowakije ·
Tunesië ·
Turkije ·
Uruguay ·
Verenigde Arabische Emiraten ·
Verenigde Staten ·
Wales ·
Wit-Rusland ·
Zuid-Afrika ·
Zuid-Korea ·
Zweden ·
Zwitserland
België (1982) ·
Colombia (2018) ·
Costa Rica (2006) ·
Duitsland (2006) ·
Duitsland (2008) ·
Duitsland (2016) ·
Ecuador (2006) ·
Frankrijk (1982) ·
Frankrijk (2022) ·
Griekenland (2012) ·
Italië (1982, 1) ·
Italië (1982, 2) ·
Japan (2018) ·
Kameroen (1982) ·
Kroatië (2008) ·
Noord-Ierland (2016) ·
Oostenrijk (2008) ·
Peru (1982) ·
Rusland (2012) ·
Senegal (2018) ·
Slowakije (2021) ·
Sovjet-Unie (1982) ·
Spanje (2021) ·
Tsjechië (2012) ·
Zweden (2021)